# Fosse no 2 - 2 bis des mines de Nœux
La fosse no 2 - 2 bis dite Dupont ou fosse d'Hersin de la Compagnie des mines de Nœux est un ancien charbonnage du Bassin minier du Nord-Pas-de-Calais, situé à Hersin-Coupigny. Le puits no 2 est commencé en mai 1854 ou le 1er juin 1854, et entre en exploitation en 1856, très rapidement puisque le fonçage n'a pas posé de problème particulier. La fosse devient vite très productive. Un puits no 2 bis lui est adjoint en septembre 1876 ou en 1877. Les déchets sont expédiés sur le terril no 60, 2 de Nœux, situé à l'est du carreau de fosse. Des corons sont construits au nord de la fosse. La fosse no 2 est bombardée durant la Première Guerre mondiale.
La Compagnie des mines de Nœux est nationalisée en 1946, et intègre le Groupe de Béthune. La fosse no 2 - 2 bis est utilisée préparer les galeries du fond de la fosse no 13 - 13 bis du Groupe de Béthune, alors en construction à moins d'un kilomètre. Elle cesse d'extraire en 1956, et assure l'aérage et le service jusqu'en 1962, date à laquelle les deux puits sont remblayés. Le terril est presque intégralement exploité.
Un sondage de décompression S25 est entrepris au sud de la fosse en 1993. Le carreau de fosse et le terril sont devenus un espace vert. Au début du XXIe siècle, Charbonnages de France matérialise les têtes des puits nos 2 et 2 bis. Les corons ont été rénovés.

## La fosse

### Fonçage
Les travaux de la fosse no 2 commencent en mai 1854 ou le 1er juin 1854 à Hersin-Coupigny, près des limites avec Nœux-les-Mines. La fosse no 2 est construite par la Compagnie des mines de Vicoigne, propriétaire de la Compagnie des mines de Nœux. Elle est également nommée fosse d'Hersin ou fosse Dupont. Le puits no 2 est situé à 1 550 mètres au nord-est du clocher du village, et à 1 500 mètres au nord-ouest du clocher de Sains-en-Gohelle.
Le puits est situé à l'altitude de 57,51 mètres,. Le passage du niveau exige deux pompes de 42 centimètres de diamètre jusqu'à 36,54 mètres, épuisant cinquante hectolitres par minute. Une seule pompe suffit ensuite jusqu'à 58,79 mètres, et le reste du niveau est traversé sans pompe. Le cuvelage est en chêne de quinze à 99,55 mètres, le diamètre utile du puits est de quatre mètres. Le terrain houiller est atteint à la profondeur de 143,45 ou 145 mètres. La machine d'extraction possède deux cylindres horizontaux. Les couches sont régulières au nord, accidentées au sud, et présentent de nombreuses failles à l'est.

### Exploitation
La fosse entre en exploitation en 1856,. La fosse no 2 produit déjà 37 269 hectolitres dans l'exercice 1855-56. Les deux fosses produisent en 1856-57 835 819 hectolitres et 1 160 135 hectolitres en 1857-58.
L'écoulement de ces quantités déjà importantes se fait en très grande partie dans la localité, et le reste est conduit par voitures au canal à Béthune. Aussi la Compagnie se met en mesure de construire un embranchement reliant ses deux fosses à la gare de Nœux de la ligne des houillères qui entre en exploitation en octobre 1861. En même temps ses charbons sont expédiés par cette ligne à la gare de Béthune, où ils sont repris sur tombereaux pour être embarqués. L'année suivante, en novembre 1862, l'embranchement se prolonge jusqu'à Beuvry, à l'extrémité d'un bout de canal de trois kilomètres, creusé par la Compagnie. Ces nouvelles voies procurent de nouveaux débouchés, et l'extraction de l'exercice 1862-1863 monte à près de 1 600 000 hectolitres.
Le puits no 2 bis est commencé en septembre 1876 ou en 1877 par la Compagnie de Vicoigne, à quarante mètres au nord-nord-est du puits no 2. La venue d'eau maximale a été de 2 700 m3 en 24 heures. Le puits est cuvelé en chêne entre 21 et 96,25 mètres de profondeur, son diamètre utile est de 4,50 mètres.
Dans les années 1890, le puits no 2 assure le retour d'air. Ses accrochages sont établis à 202, 240, 290 et 340 mètres, pour un puits profond de 343 mètres. Le puits no 2 bis a les mêmes accrochages, mais est profond de 350 mètres.
La fosse no 2 est bombardée durant la Première Guerre mondiale.
La Compagnie des mines de Nœux est nationalisée en 1946, et intègre le Groupe de Béthune. La fosse no 2 - 2 bis est utilisée pour l'aménagement des galeries du fond de la fosse no 13 - 13 bis du Groupe de Béthune, sise à Sains-en-Gohelle à 855 mètres au sud-sud-est, au moyen d'une bowette. La fosse no 2 - 2 bis cesse d'extraire en 1956 mais assure le service et l'aérage jusqu'en 1962, date à laquelle les puits nos 2 et 2 bis, respectivement profonds de 608 et 749 mètres sont remblayés. Les installations sont ensuite détruites.

### Reconversion
Un sondage de décompression S25 est établi au sud de la fosse di 26 octobre au 9 décembre 1993. Le diamètre est de 19,4 centimètres, et la profondeur atteinte de 173 mètres. Il est situé à peu de choses prêtes à mi-chemin entre les fosses nos 2 - 2 bis et 13 - 13 bis,. Au début du XXIe siècle, Charbonnages de France matérialise la tête de puits. Le BRGM y effectue des inspections chaque année. Il ne reste rien de la fosse, dont le carreau est devenu un espace vert.

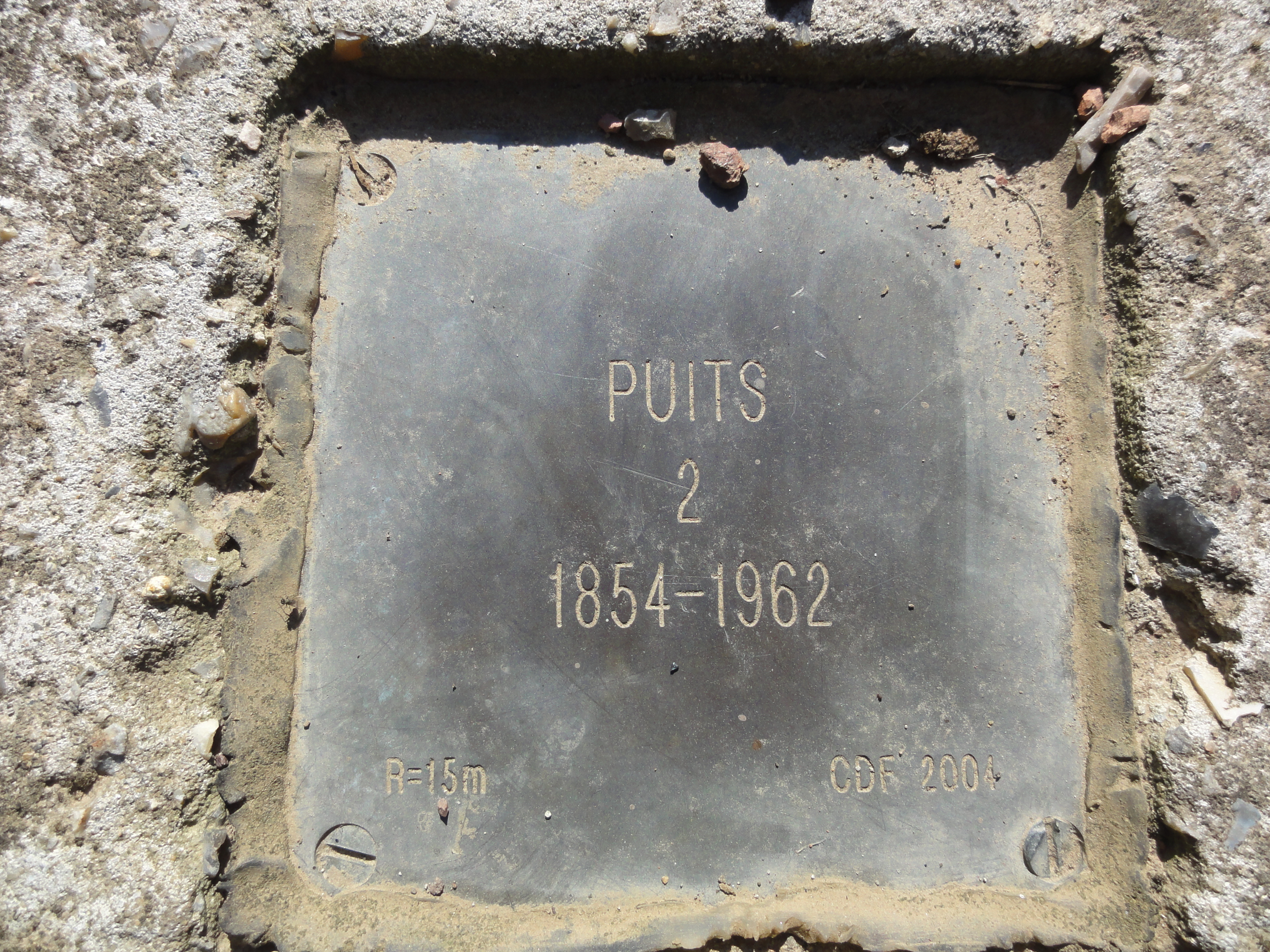
Puits no 2, 1854 - 1962.
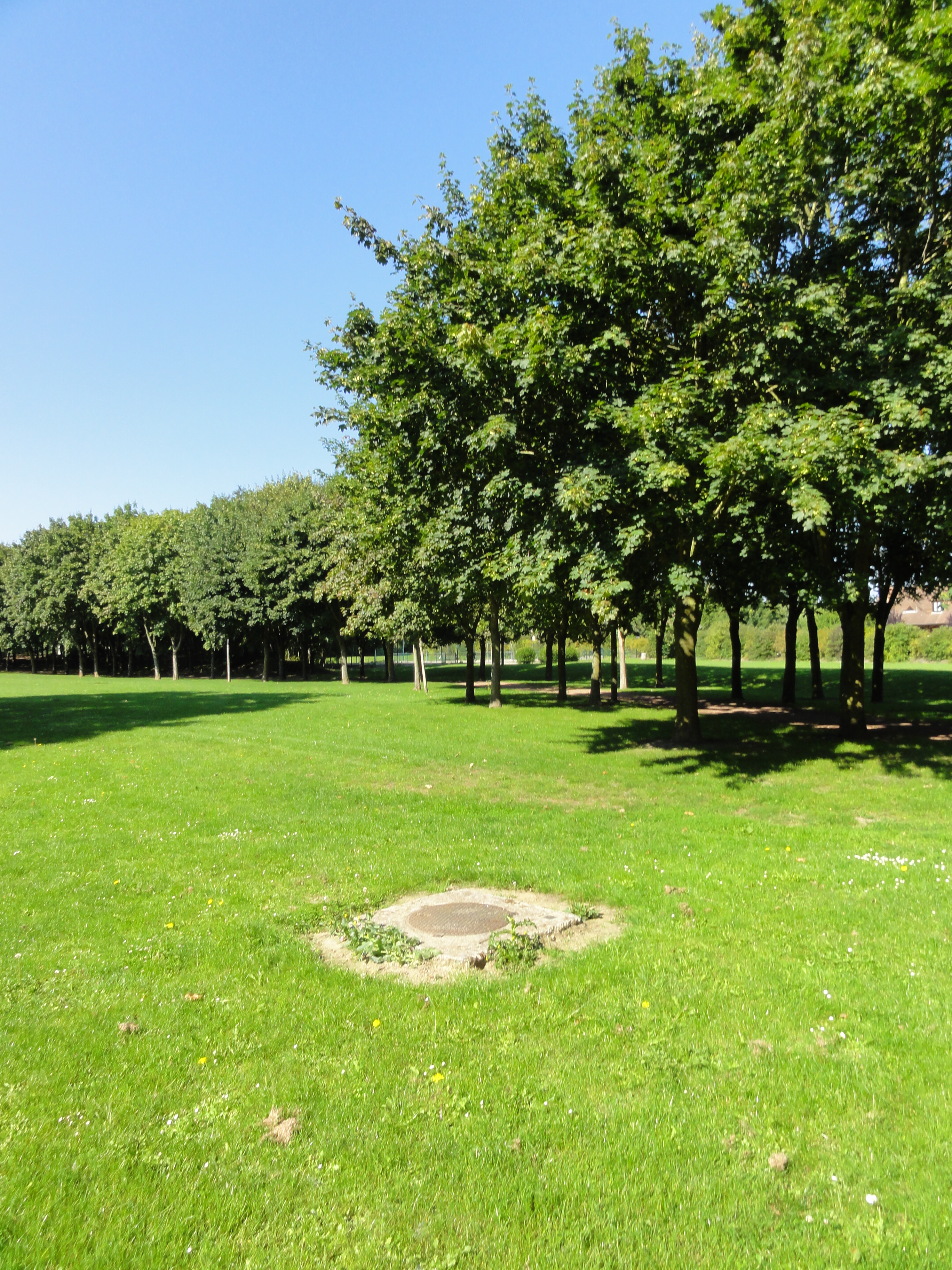
Le puits no 2 dans son environnement.
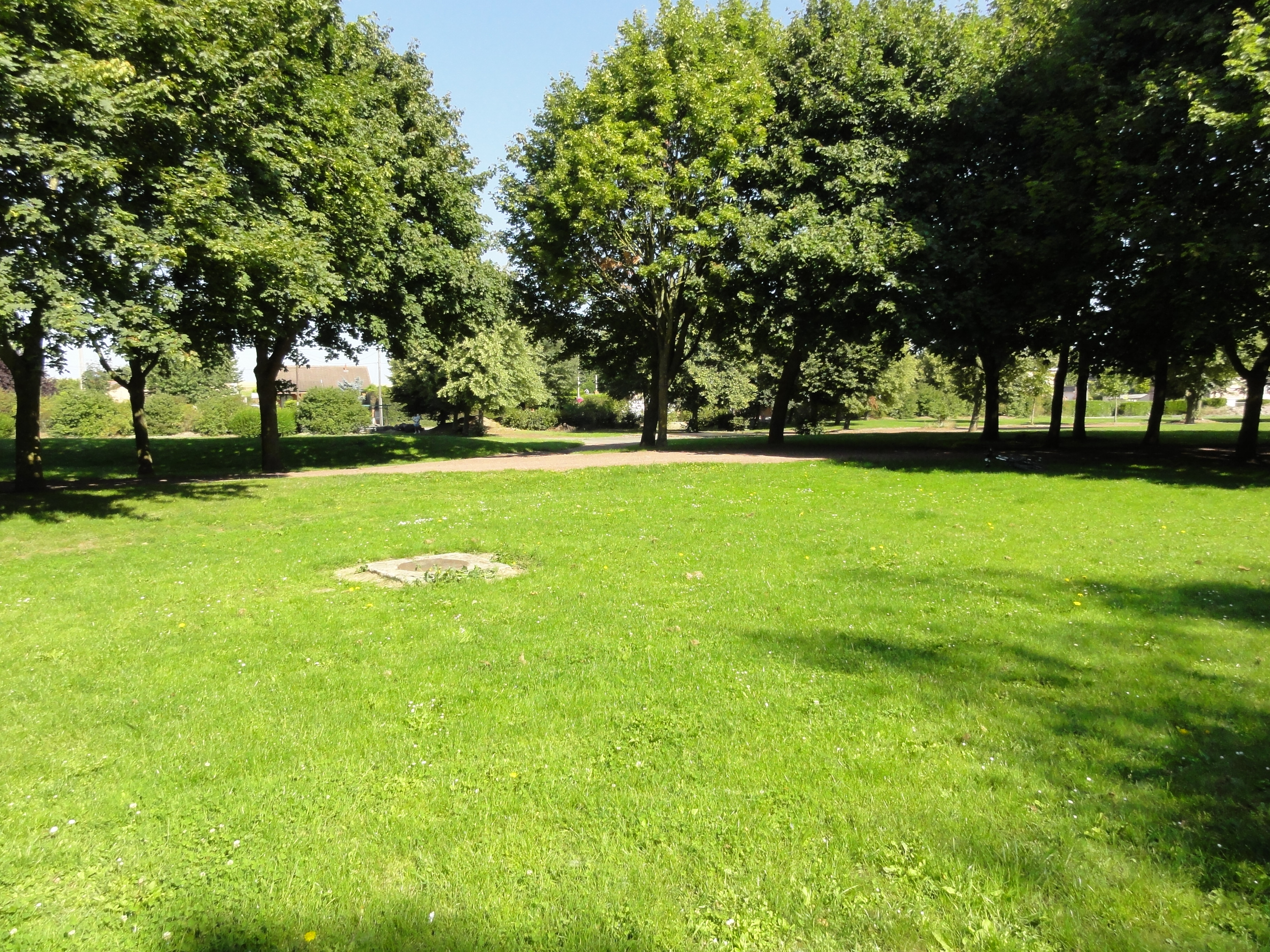
Le puits no 2 dans son environnement.
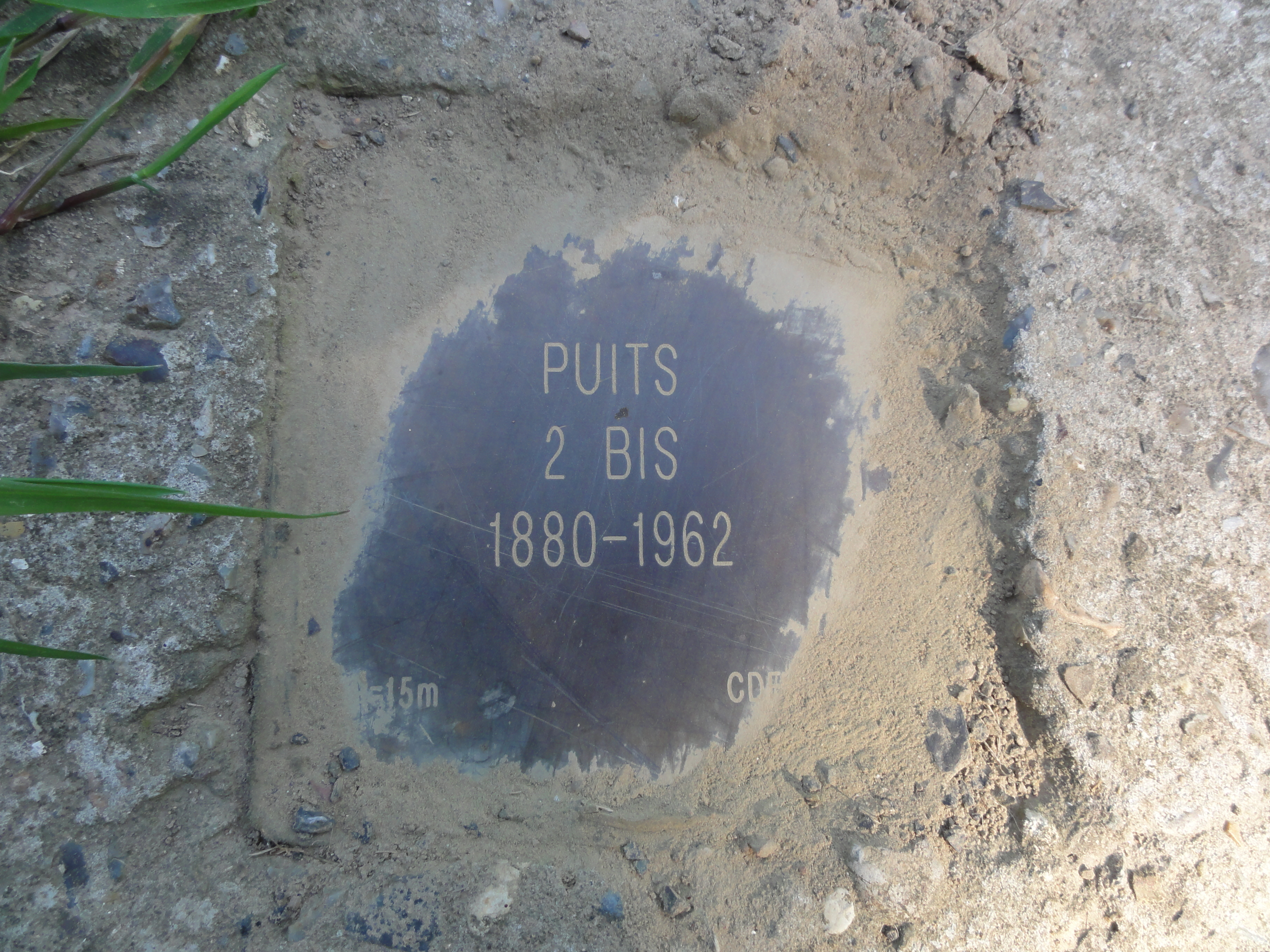
Puits no 2, 1880 - 1962.
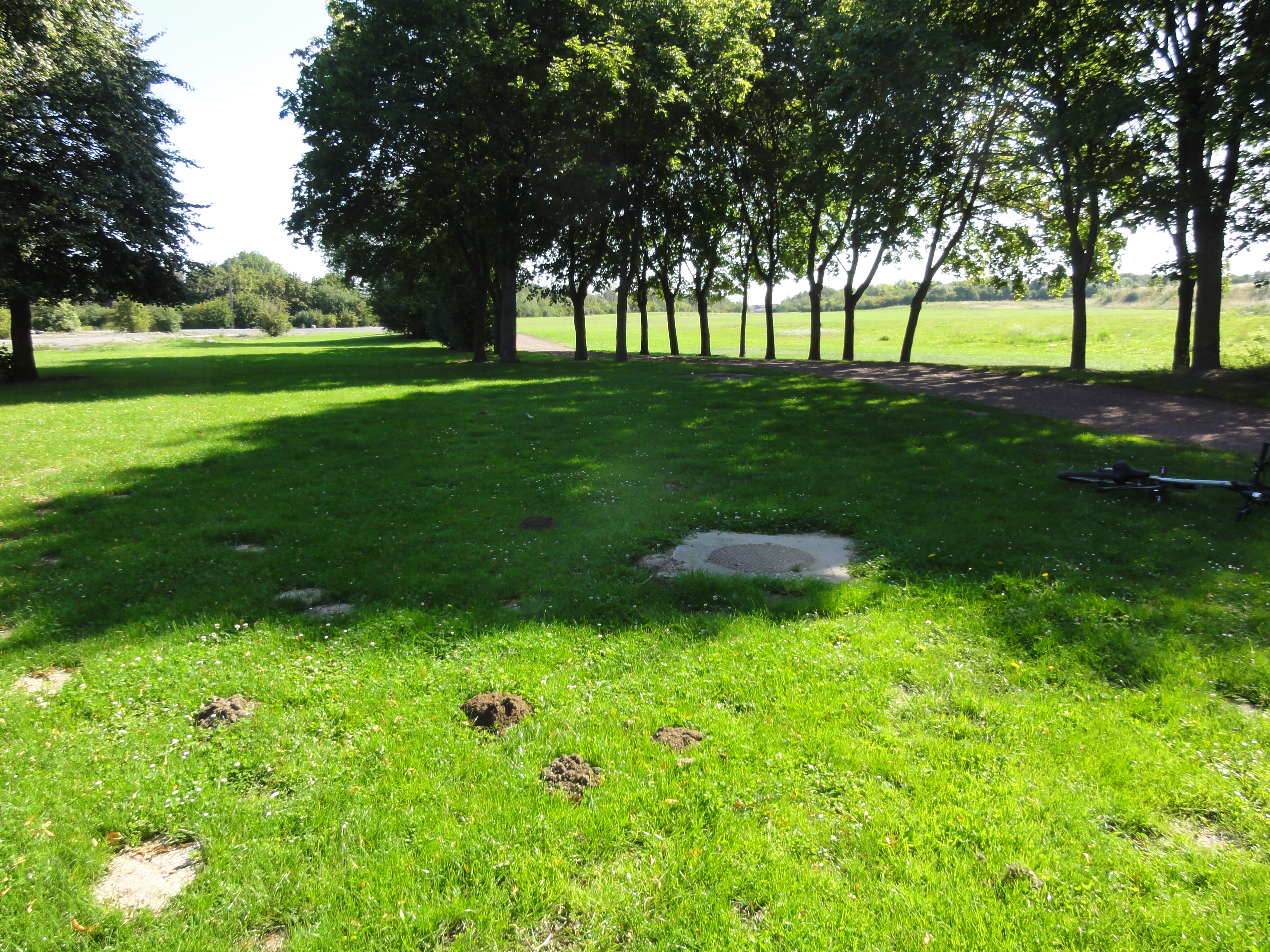
Le puits no 2 bis dans son environnement.
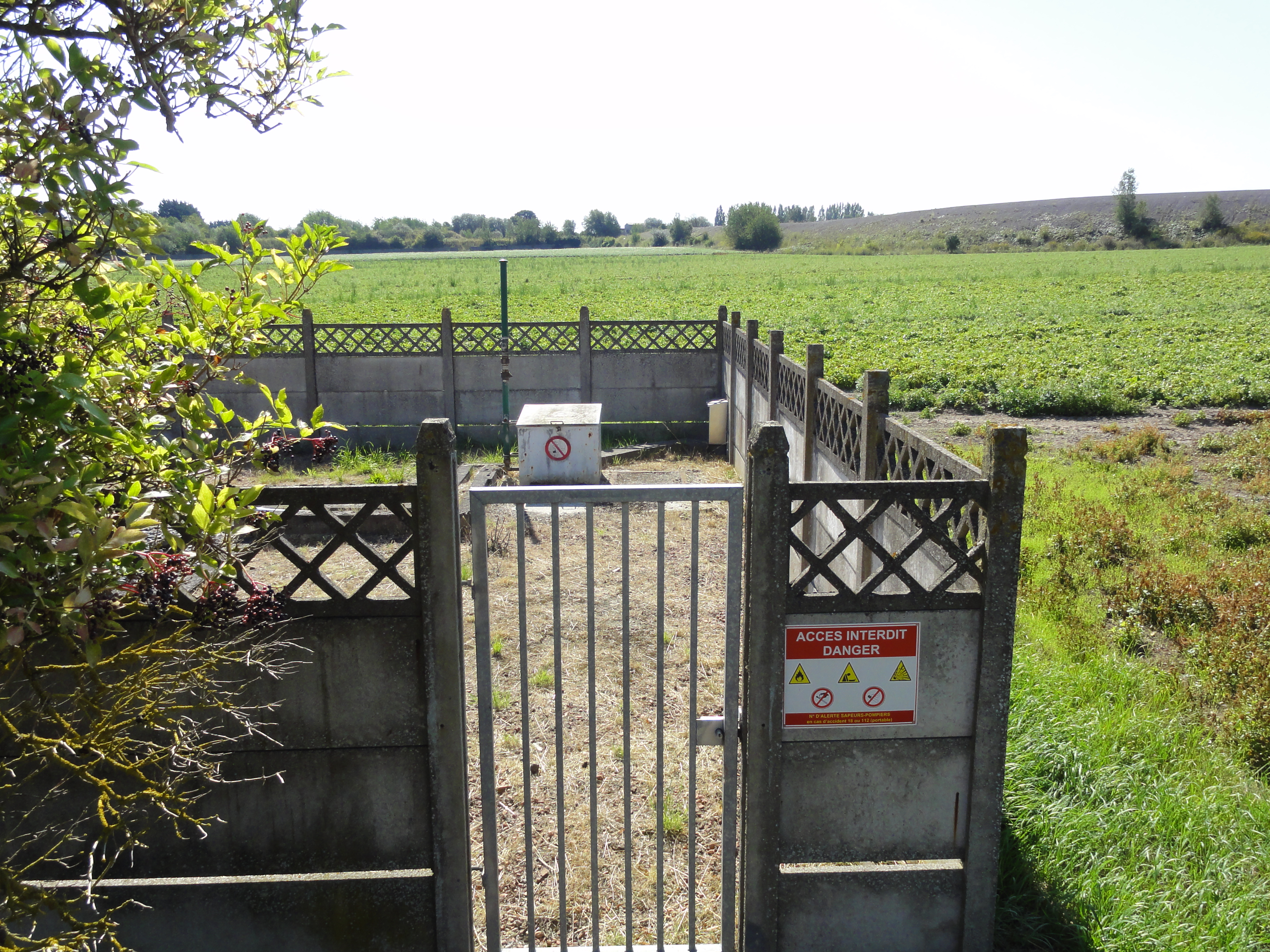
Le sondage de décompression.

## Le terril
50° 27′ 24″ N, 2° 40′ 20″ E

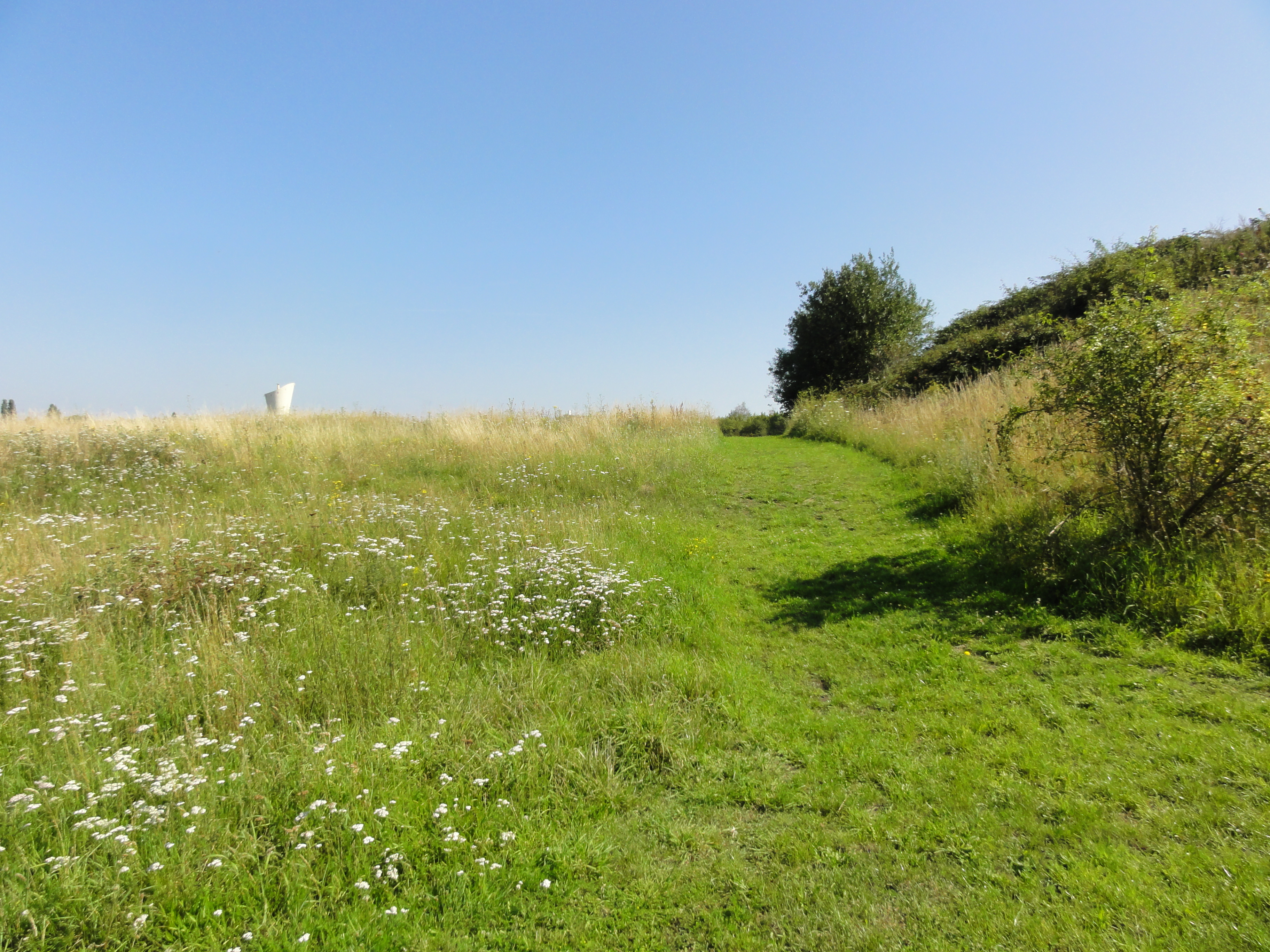
Le terril 2 de Nœux.

Le terril no 60, 2 de Nœux, situé à Hersin-Coupigny, était le terril conique de la fosse no 2 - 2 bis des mines de Nœux. Exploité, il n'en reste plus que la base.

## Les cités
Des corons ont été construits au nord de la fosse no 2 - 2 bis, ils sont situés relativement proches des cités de la fosse no 1 - 1 bis.

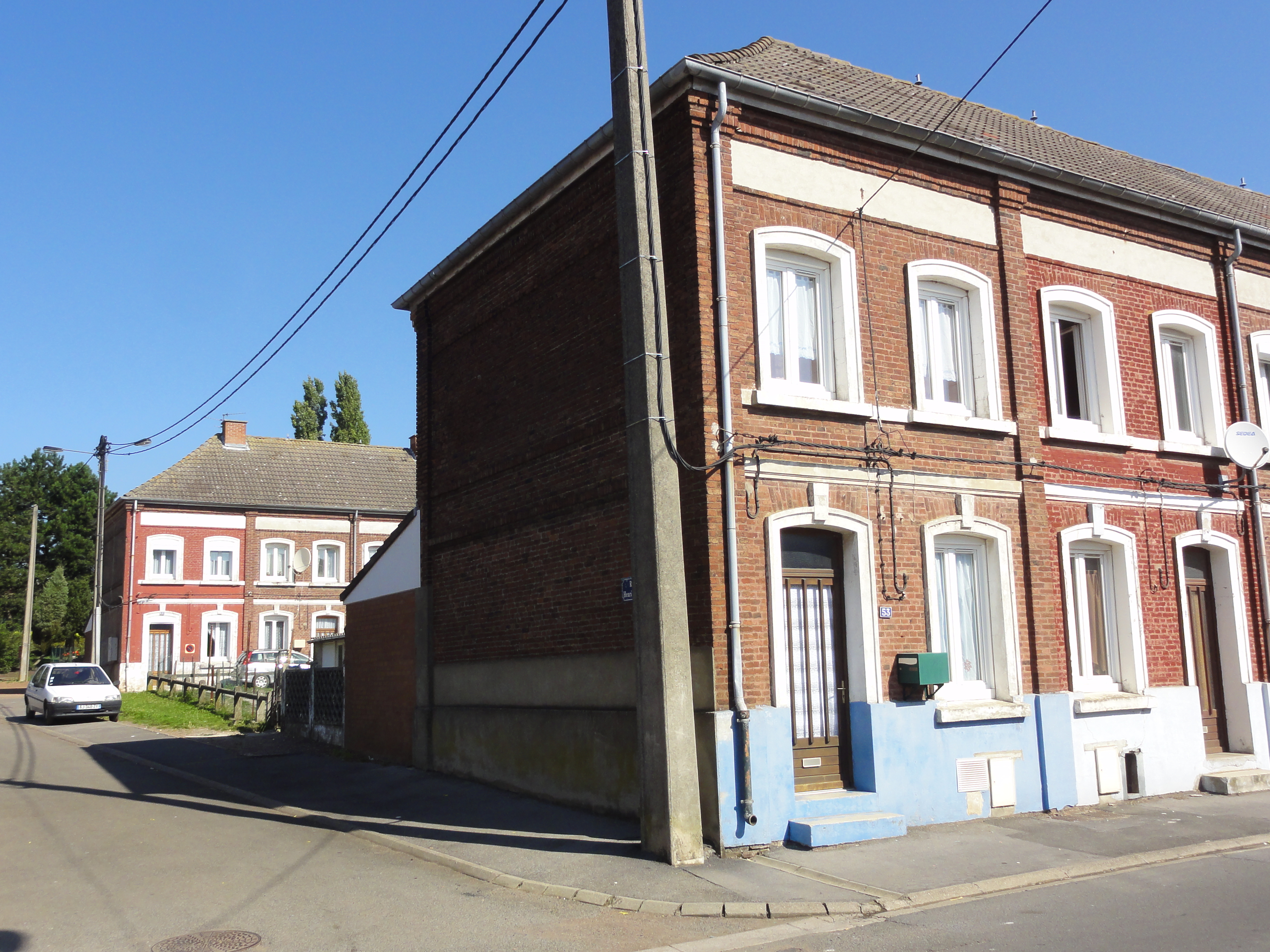
Les corons.
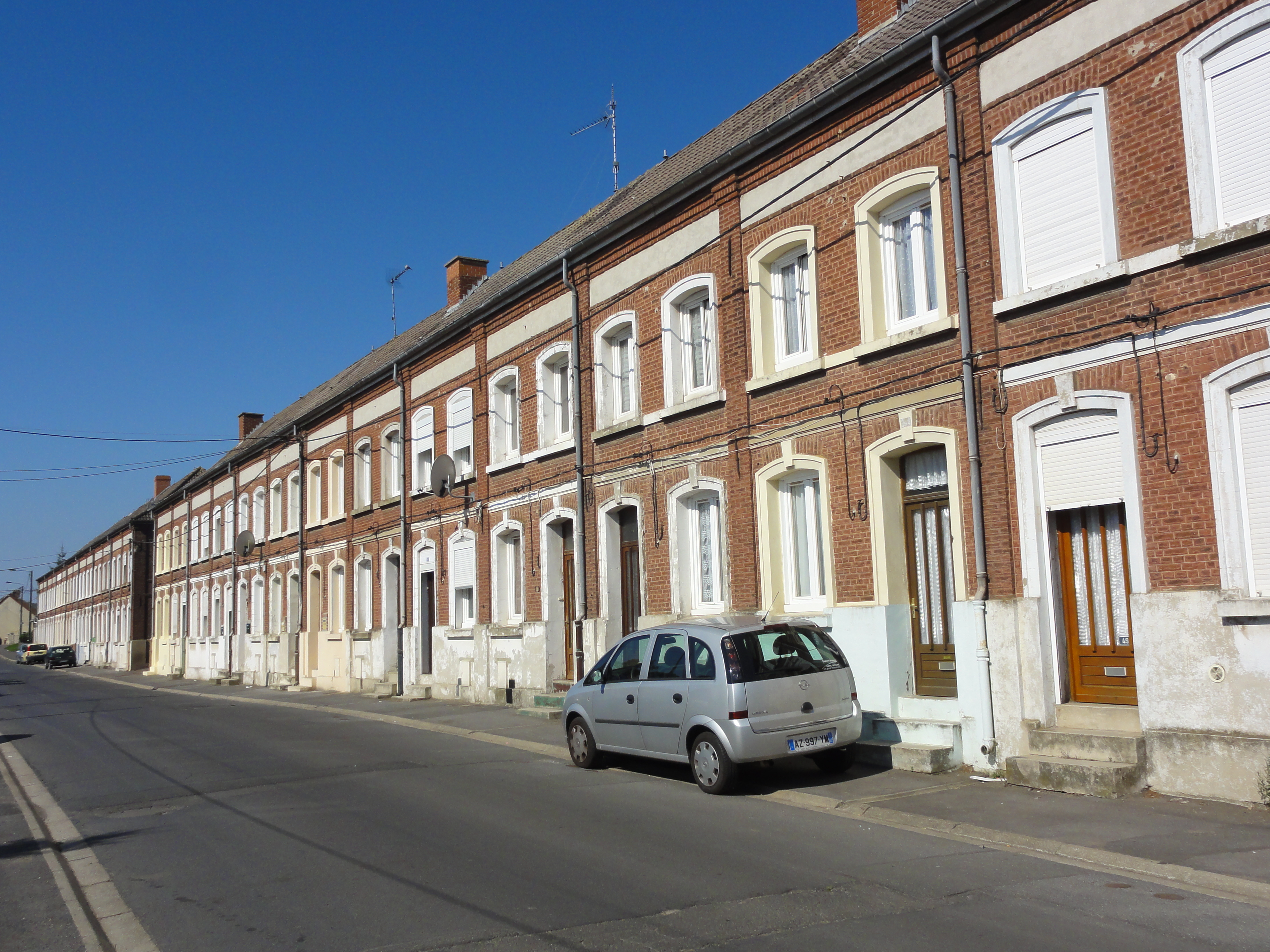
Les corons.
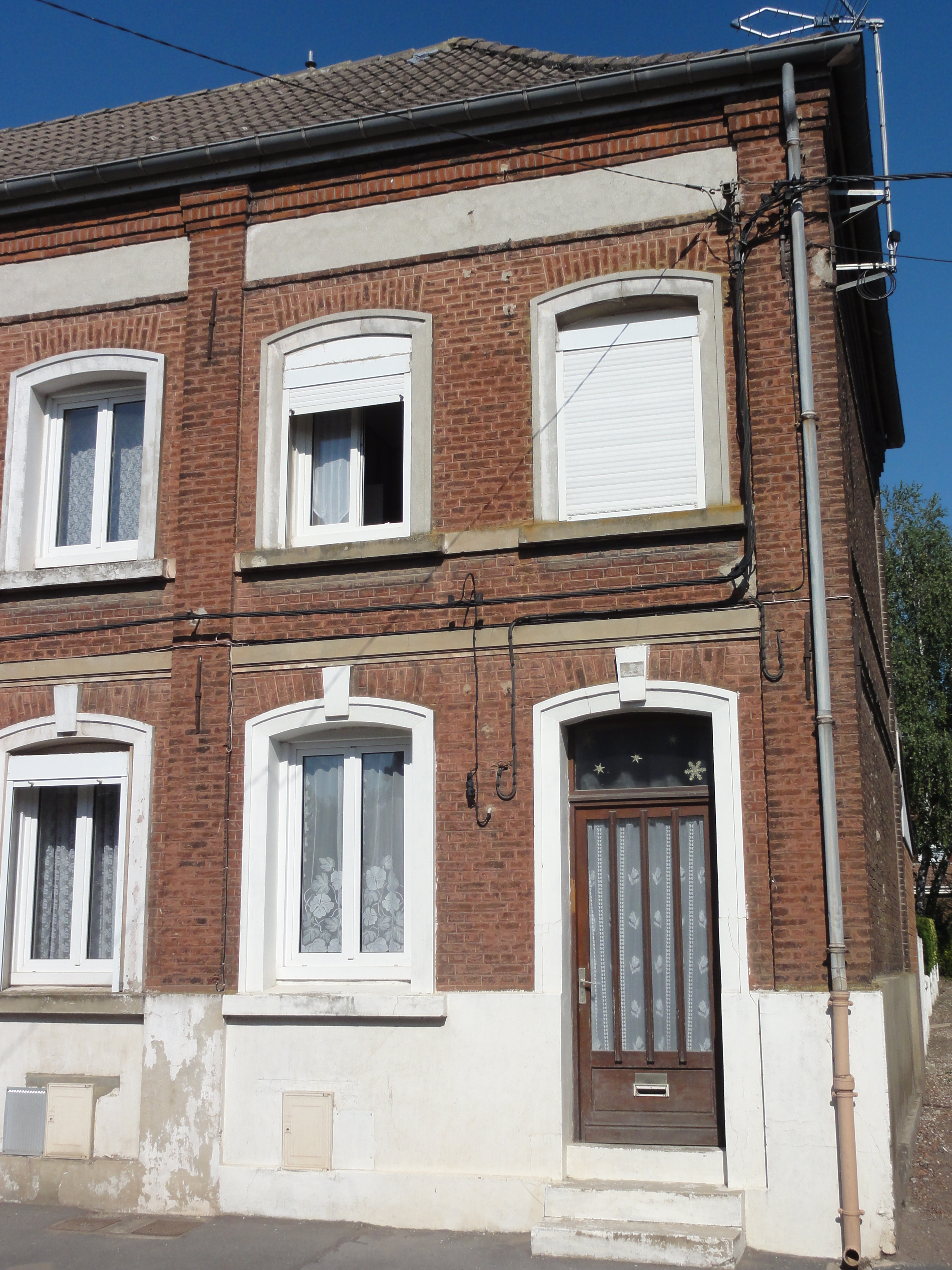
Les corons.
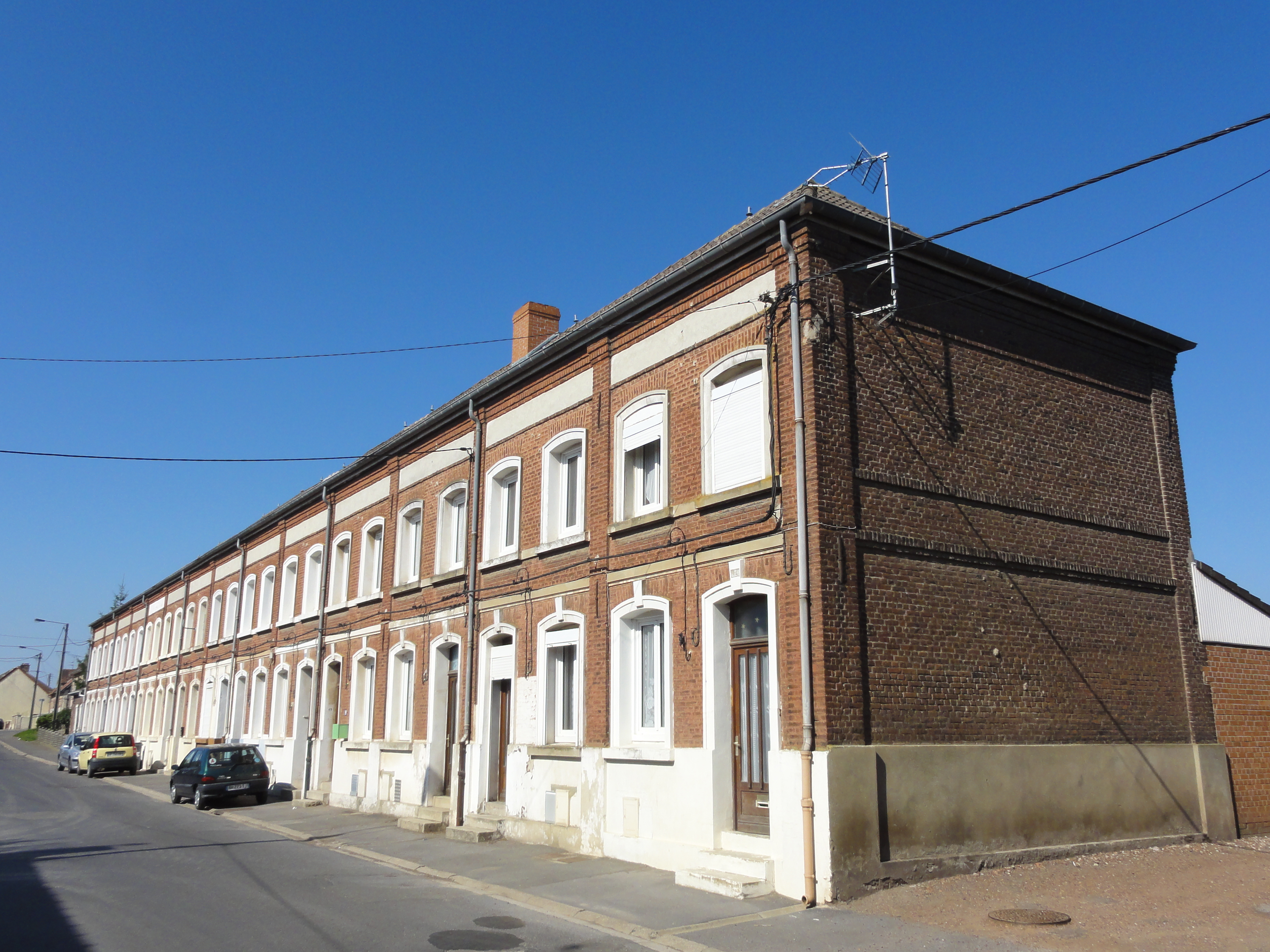
Les corons.
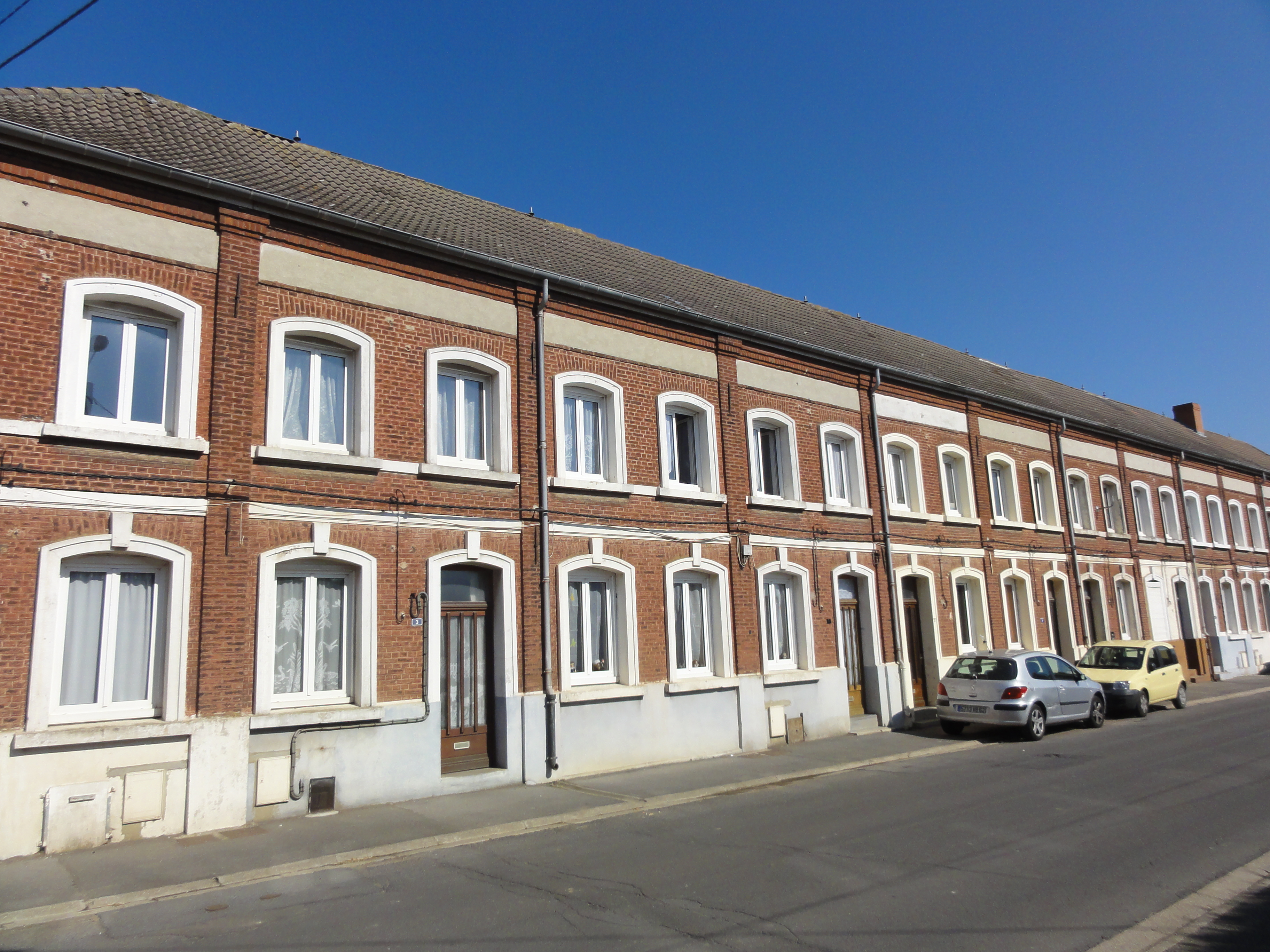
Les corons.
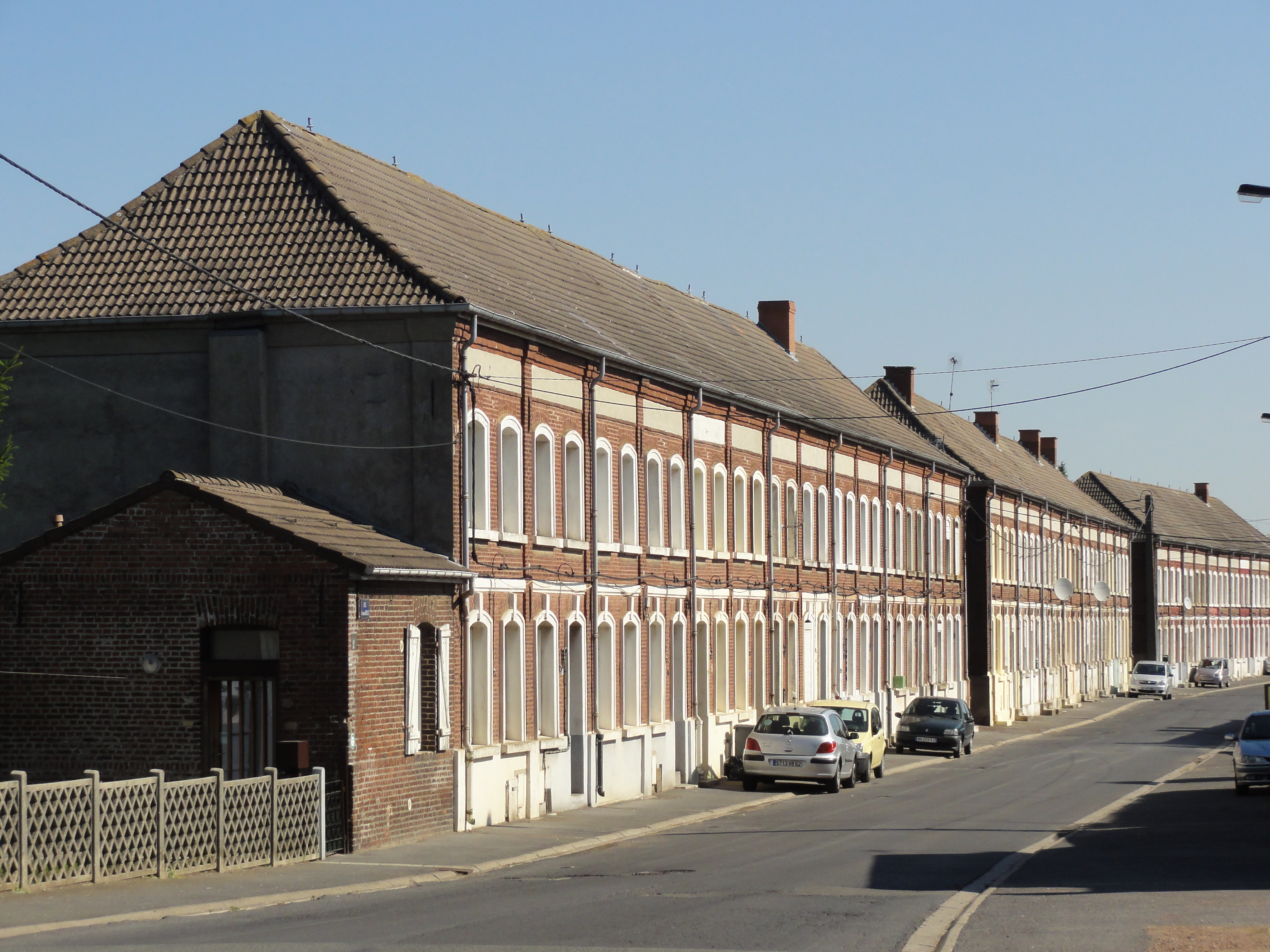
Les corons.